# Joachim Kunz

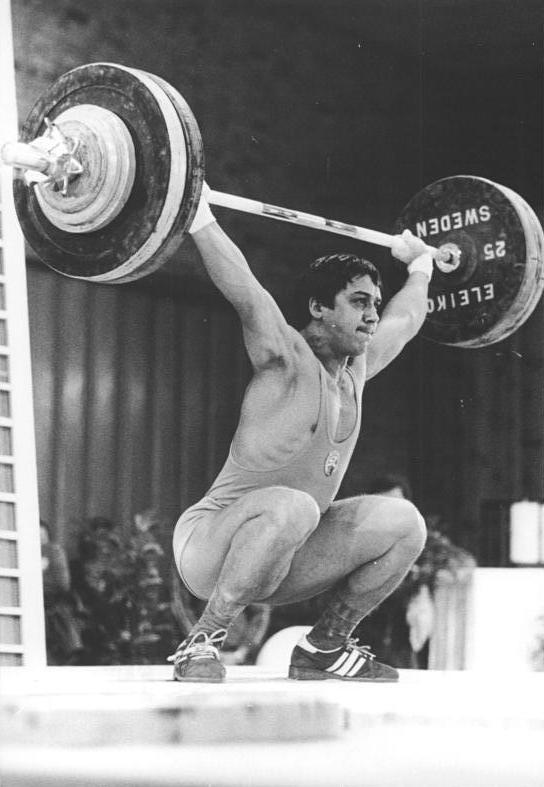
Joachim Kunz fazendo um arranque (1980)

Joachim Kunz (9 de fevereiro de 1959, em Stollberg) é um alemão, campeão mundial e olímpico em halterofilismo.
Joachim Kunz inicialmente ficou com a prata nos Jogos Olímpicos de 1988, com 340 kg no total (150 no arranque e 190 no arremesso), categoria até 67,5 kg. Contudo, após a desclassificação por doping do búlgaro Anguel Guentchev, ganhou o ouro.
Joachim Kunz estabeleceu oito recordes mundiais — quatro no arranque, três no arremesso e um no total combinado, na categoria até 67,5 kg. Seus recordes foram:
- 143,0 kg no arranque, em Meissen 1979
- 145,5 kg no arranque, em Varna 1979
- 182,5 kg no arremesso, em Debrecen 1979
- 150,5 kg no arranque, em Karl-Marx-Stadt 1981
- 196,0 kg no arremesso, em Karl-Marx-Stadt 1981
- 345,0 kg no total, em Karl-Marx-Stadt 1981
- 152,5 kg no arranque, em Meissen 1982
- 198,0 kg no arremesso, em Schwedt, 20 de fevereiro de 1984